# Hrdlořezy (Suchdol nad Lužnicí)
Hrdlořezy (německy Böhmisch Schachen) jsou vesnice, část města Suchdol nad Lužnicí v okrese Jindřichův Hradec v Jihočeském kraji. Nachází se asi tři kilometry jižně od Suchdola nad Lužnicí. Je zde evidováno 78 adres. V roce 2011 zde trvale žilo 125 obyvatel.
Hrdlořezy leží v katastrálním území Hrdlořezy u Suchdola nad Lužnicí o rozloze 18,39 km².
Prochází tudy železniční trať České Velenice – Veselí nad Lužnicí, na které je zřízena zastávka Hrdlořezy.

## Historie
První písemná zmínka o vesnici pochází z roku 1390.

## Přírodní poměry
Do západní části katastrálního území zasahuje část národní přírodní rezervace Červené blato.

## Obyvatelstvo
| Rok            | 1869 | 1880 | 1890 | 1900 | 1910 | 1921 | 1930 | 1950 | 1961 | 1970 | 1980 | 1991 | 2001 | 2011 | 2021 |
| -------------- | ---- | ---- | ---- | ---- | ---- | ---- | ---- | ---- | ---- | ---- | ---- | ---- | ---- | ---- | ---- |
| Počet obyvatel | 433  | 397  | 342  | 346  | 383  | 363  | 349  | 273  | 281  | 214  | 169  | 136  | 130  | 125  | 133  |
| Počet domů     | 54   | 64   | 47   | 50   | 54   | 55   | 62   | 69   | 67   | 60   | 55   | 70   | 74   | 80   | 81   |

## Obecní správa
Při sčítání lidu v letech 1850–1976 Hrdlořezy byly samostatnou obcí, se kterým patřily nejprve do okresu Třeboň, ale od roku 1960 v okrese Jindřichův Hradec. Od 30. dubna 1976 jsou částí města Suchdol nad Lužnicí v okrese Jindřichův Hradec.

## Pamětihodnosti
- Kaple svatého Jana